# Gare de Niirala
La gare de Niirala (en finnois : Niiralan rautatieasema, sigle Nrl) est une gare du réseau  ferroviaire de Finlande située au poste-frontière de Niirala en Finlande.

## Situation ferroviaire
La gare de Niirala est une gare frontière pour le trafic de marchandises sur la ligne de Niirala à Säkäniemi dans l'ancienne municipalité de Värtsilä. 
La gare est la gare la plus importante de sa voie très courte l'une des quatre gares frontalières finlandaises qui acheminent le trafic vers la Russie.
Avant 1955, la gare était au kilomètre de 555+700 et 556+125, où se trouvaient l'arrêt de Niirala et la halte de Niirala.
À 1,8 km de la gare se trouve le Poste-frontière de Niirala (sigle Nrlr, km 554+080).

## Histoire

### Fondation et développement de la gare
La voie de Niirala à Joensuu est la Ligne de Carélie d'origine. 
À Niirala, il n'y avait pas gare avant la Seconde Guerre mondiale. Les gares les plus proches étaient Värtsilä à l'est et Kaurila à l'ouest.
La gare de Niirala a été créée en 1948 comme dernier arrêt du côté finlandais, après que la gare de Värtsilä ait été cédée à l'union soviétique à la suite de la guerre d'Hiver et de continuation. Elle a été classée gare en 1955. Niirala est devenue une gare de fret pour le trafic interurbain vers l'Union soviétique en 1956. Le bâtiment actuel de la gare a été achevé en 1960.

### Transport de passagers
La gare de Niirala était desservie par des trains de voyageurs depuis l'ouverture en 1948 jusqu'en 1987. Au début, il était exploité avec des trains mus par des locomotives à vapeur, mais en 1956, la gestion du trafic a été transférée aux autorails Dm7, qui ont été exploités jusqu'à la fin du trafic voyageurs.
Au début du service nommé Lättähattu, il y avait quotidiennement six trains vers Niirala et six depuis Niirala.
A la fin du trafic passagers, il y avait très peu de trains. 
En semaine, deux trains du soir, et dix-huit trains hebdomadaires desservent Niirala. 
Le trafic régulier de passagers a pris fin le 30 mai 1987, lorsque le dernier train est arrivé à la gare de Niirala à 22h22.